# Full Circle (album des Doors)
Pour les articles homonymes, voir Full Circle.
Albums de The Doors
Other Voices
(1971) An American Prayer: Jim Morrison
(1978)
Full Circle, est le huitième album des Doors, le second réalisé sans Jim Morrison et aussi le dernier du groupe.
L'album contient entre autres le titre, disponible en single, The Mosquito. Cette chanson sera reprise dans une adaptation française par Joe Dassin.
L'album marque la fin du groupe, qui se sépare à cause du manque de succès depuis la mort de Jim Morrison. Il se reformera en 1978 le temps d'un album-hommage à Jim Morrison: An American Prayer: Jim Morrison. Le guitariste Robby Krieger et le claviériste Ray Manzarek tenteront également en 2002 de reformer le groupe avec le chanteur Ian Astbury sous le nom  The Doors of the 21st Century, mais le batteur John Densmore s'y opposera et les forcera à renommer leur groupe Riders on the Storm.

## Liste des chansons
Tous les titres sont écrits et composés par les trois membres des Doors.
1. Get Up and Dance (Krieger, Manzarek) – 2:26
2. 4 Billion Souls (Krieger) – 3:18
3. Verdilac (Krieger, Manzarek) – 5:40
4. Hardwood Floor (Krieger) – 3:38
5. Good Rockin (Brown) – 4:22
6. The Mosquito (Densmore, Krieger, Manzarek) – 5:16
7. The Piano Bird (Conrad, Densmore) – 5:50
8. It Slipped My Mind (Krieger) – 3:11
9. The Peking King and the New York Queen (Manzarek) – 6:25

## Personnel
- Ray Manzarek : chant, claviers
- Robby Krieger : chant, guitare
- John Densmore : batterie

## Musiciens additionnels
- Leland Sklar – basse sur "Hardwood Floor", "The Mosquito" et "It Slipped My Mind"
- Jack Conrad – basse sur « 4 Billion Souls », « Good Rockin », « The Piano Bird » et « The Peking King and the New York Queen » ; Guitare rythmique sur "The Piano Bird"
- Charles Larkey – basse sur "Verdilac" et "The Piano Bird"
- Chris Ethridge – basse sur "Get Up and Dance"
- Venetta Fields – chœurs
- Clydie King – chœurs
- Melissa MacKay – chœurs
- Chico Batera – percussion sur "The Piano Bird" et "The Peking King and the New York Queen"
- -Bobbye Hall – percussions sur "Verdilac", "The Piano Bird" et "The Peking King and the New York Queen"
- Charles Lloyd – saxophone ténor sur "Verdilac", flûte sur "The Piano Bird"